# Кристобалит
Кристобали́т — минерал, высокотемпературная полиморфная модификация кварца или низкотемпературная тетрагональная псевдокубичная модификация кремнезема координационного строения.

## Общее описание
Тетрагонально-трапецоэдрический вид симметрии. Состав в %: Si — 46,99; О — 53,01. Устойчив вплоть до 200—270 °C. Выше этой температуры переходит в кубическую (высокотемпературную) модификацию. В основном кристобалиты, которые встречаются в природе, являются псевдоморфозами по высокотемпературному кристобалиту. Кристаллы октаэдрические, реже имеют кубическую или скелетную форму. Плотность 2,27 г/см3. Твердость 7,25.
Спайность отсутствует. Цвет белый. Полисинтетическое двойникование устанавливается под микроскопом. Черта белая. Блеск стеклянный.

## Распространение
Встречается в пустотах вулканических пород. Впервые найден в андезитах Серро-Сан-Кристобаль (Мексика). Часто ассоциируется с тридимитом, кварцем и санидином. Есть в Рейнланде (ФРГ), в северной части Грузии, в Закарпатье (Украина).